# Женская сборная Мальты по хоккею на траве
Женская сборная Мальты по хоккею на траве — женская сборная по хоккею на траве, представляющая Мальту на международной арене. Управляющим органом сборной выступает Ассоциация хоккея на траве Мальты (англ. Hockey Association Malta).